# الهيجة (عبس)

تعديل مصدري - تعديل

الهيجة هي إحدى قرى عزلة البتارية بمديرية عبس التابعة لمحافظة حجة، بلغ تعداد سكانها 92 نسمة حسب تعداد اليمن لعام 2004.